# 雷春美
雷春美（1959年1月—），中华人民共和国畲族政治人物，籍贯福建省福安縣城关镇。1975年7月参加工作，1978年2月加入中国共产党。福州大学机械工程系机械制造工艺及设备专业毕业，厦门大学经济学院金融系金融学专业在职研究生，经济学硕士学位。中国共产党第十七届、十八届中央委员会候补委员。曾任福建省人大常委会党组书记、副主任。

## 生平
曾任宁德地区行政公署副专员（相当于地级市副市长），1993年3月起，任中國共產主義青年團福建省委副书记，兼福建省青联副主席、主席（其间：1996年5月—1996年12月在财政部条例法规司挂职任副司长）。2001年9月，任共青团福建省委书记。2002年5月，任中共福州市委副书记。2005年6月，任中共龙岩市委副书记、代市长，2005年11月当选市长。2008年4月，任中共南平市委书记，2009年2月兼任市人大常委会主任。
2012年1月，当选为福建省政协副主席。2012年2月，兼任中共福建省委统战部部长。2015年1月，升任中共福建省委常委。2018年1月，当选第十三届全国政协委员。2019年1月，任福建省人大常委会党组副书记，并在福建省十三届人大二次会议上当选为福建省人大常委会副主任，不再担任中共福建省委常委、统战部部长兼省社会主义学院院长。2021年1月，接替到龄的张广敏任福建省人大常委会党组书记，主持福建省人大常委会的日常工作，直到2022年1月卸任。